# Ken il guerriero - La leggenda di Julia
Ken il guerriero - La leggenda di Julia (真救世主伝説 北斗の拳 ユリア伝?, Shin kyūseishu densetsu Hokuto no ken: Yuria den) è un OAV del 2006 diretto da Hidehito Ueda. È il secondo capitolo della pentalogia di film anime Ken il guerriero - La leggenda, basata sul manga Ken il guerriero scritto da Buronson e disegnato da Tetsuo Hara. Il film racconta la storia del personaggio di Julia dall'infanzia fino agli eventi del film precedente Ken il guerriero - La leggenda di Hokuto, mostrando la storia dal suo punto di vista (incluse alcune scene del manga in cui il personaggio originariamente non era presente) e aggiungendo il personaggio del cane Tobi. Prodotto da North Stars Pictures e TMS Entertainment, l'OAV fu distribuito in Giappone il 23 febbraio 2007 dalla Toho.

## Trama
La piccola Julia sta per partire con il fratello Ryuga e l'anziano Dharma per il Giappone, quando ha una premonizione che l'aereo esploderà: quando succede, la bimba è spaventata dalla cosa, ma Dharma la rassicura promettendole di prendersi sempre cura di lei.
In Giappone, Dharma la porta, con il cagnolino appena trovato Tobi, alla palestra dove Raoul, Toki, Jagger e Kenshiro si addestrano affrontandosi a vicenda sotto gli occhi del loro padre adottivo Ryuken; qui scatta il colpo di fulmine tra Ken e Julia, che comincia a sorridere dopo essere sempre stata triste e silenziosa. Dharma e Ryuken capiscono che questo incontro è stato voluto dal destino.
Anni dopo, Ryuken chiede a Julia quale dei suoi figli vuole sposare; Julia sceglie senza esitare Ken. Ken è stato nominato successore e questo irrita Jagger, che va a confrontarlo, uscendone sconfitto e sfigurato; per vendetta, Jagger istiga il perfido Shin a catturare Julia, e la cosa avviene; Julia segue Shin affinché lasci vivere Kenshiro.
L'unica sua compagnia è il piccolo Tobi, che ha una longevità notevole essendo un incrocio di varie razze molto combattive; di fronte ai massacri di Shin, Julia sopporta finché non ce la fa più e si getta dal palazzo. Shin corre di sotto disperato e ritrova Julia svenuta ma perfettamente in salute; appaiono Rihaku, sua figlia Tou e Fudo, che convincono Shin ad affidare loro Julia per nasconderla da Raoul, che sta per giungere alla Croce del Sud.
Julia si riprende, ma scopre che sta cominciando ad ammalarsi e non è la sola: anche una delle sei stelle di Nanto sta per morire, ma vuole lasciare a Julia l'incarico di proseguire la sua opera; si tratta del vecchio Dharma, che ha rispettato la promessa di vegliare su Julia. Julia diventa la Stella dell'Amore Materno e quando le sue condizioni si aggravano, Rihaku la porta da Toki mascherata; Toki la guarisce momentaneamente e riconosce comunque "che emana la stessa energia vitale della donna amata dai fratelli di Hokuto", senza arrivare alla verità.
I Cinque Astri sentono parlare di Rei e della sua ricerca di un uomo con sette cicatrici sul petto, così Hyui, Shuren e Fudo catturano Rei e lo portano da Julia, che rivela il nome dell'uomo con le sette cicatrici, sicura che Kenshiro non corre pericoli. Passa altro tempo e Julia apprende della morte di Rei e dello scontro tra Ken e Souther; a questo punto, Julia si espone per la prima volta, assistendo da una posizione sopraelevata rispetto a Raoul e Toki, anche se alla fine i due la vedono. Finito il duello, Tobi, ormai vecchio e stanco, va incontro a Kenshiro che riconosce la medaglietta messagli da Julia; poi il cane, prossimo alla morte, si allontana per andare a cercare un posto dove morire.

## Personaggi e doppiatori
| Personaggio | Doppiatore originale                         | Doppiatore italiano |
| ----------- | -------------------------------------------- | ------------------- |
| Kenshiro    | Hiroshi Abe Yūko Gibu (da giovane)           | Lorenzo Scattorin   |
| Raoul       | Takashi Ukaji Kunihiro Kawamoto (da giovane) | Dario Oppido        |
| Julia       | Yuriko Ishida Fuyuka Ōura (da giovane)       | Patrizia Mottola    |
| Jagger      | David Itō Daisuke Kishio (da giovane)        | Gianluca Iacono     |
| Ryuken      | Chikao Ōtsuka                                | Maurizio Scattorin  |
| Toki        | Ken'yū Horiuchi Tetsuharu Ōta (da giovane)   | Ivo De Palma        |
| Souther     | Akio Ōtsuka                                  | Diego Sabre         |
| Rei         | Shin'ichirō Miki                             | Luigi Rosa          |
| Shin        | Takuya Kirimoto                              | Gabriele Calindri   |
| Souga       | Unshō Ishizuka                               | Claudio Moneta      |
| Dharma      | Yūsaku Yara                                  | Mario Zucca         |
| Rihaku      | Katsuhisa Hōki                               | Marco Balbi         |
| Fudo        | Daisuke Gōri                                 | Luca Semeraro       |
| Shuren      | Nobuyuki Hiyama                              | Alessandro D'Errico |
| Hyui        | Hiroshi Tsuchida                             | Alessandro Zurla    |
| Tou         | Yūko Kaida                                   | Francesca Bielli    |
| Ryuga       | Daisuke Sakaguchi                            | Renato Novara       |

## Distribuzione

### Edizione italiana
L'edizione italiana dell'OAV è stata realizzata dalla Yamato Video. Il doppiaggio è stato eseguito dalla Raflesia e diretto da Aldo Stella su dialoghi di Valerio Manenti. I nomi dei personaggi sono traslitterati allo stesso modo della seconda edizione italiana del manga, fatta eccezione per Souther (che viene chiamato Sauzer) e Hyui (che viene chiamato Huei). Il nome di Julia viene però pronunciato "Giulia", come accaduto nelle opere animate precedenti, anziché "Iulia". Inoltre la Divina Scuola di Hokuto viene chiamata anche col suo nome originale Hokuto Shinken.

### Edizioni home video
In Italia l'OAV fu distribuito in DVD-Video da Dolmen Home Video il 16 dicembre 2008; tale edizione include come extra i titoli di coda originali, un video musicale e un'intervista a Yuriko Ishida. Il 28 giugno 2011 fu distribuito in Blu-ray Disc dalla CG Home Video, con gli stessi extra del DVD. Il 14 febbraio 2019 sono state distribuite delle nuove edizioni DVD e BD da Koch Media; entrambe includono gli stessi extra delle edizioni precedenti oltre a un booklet con disegni preparatori.